# Asiconops
Sous-genre
Asiconops est un genre ou un sous-genre d'insectes diptères brachycères de la famille des Conopidae. Suivant les taxonomistes et les écozones qui leur sont liées, ce taxon regroupe des critères morphologiques différents et est ordonné de façon différente. Ce terme doit être utilisé avec une grande prudence car aucun consensus n'a été trouvé à l'heure actuelle (2013),.

## Sous-genre
Asiconops a été décrit par Sicien H. Chen en 1939 en tant que sous-genre et avec pour base les espèces du continent asiatique. Repris par plusieurs taxonomiste, sa définition évolue d'une nomenclature locale à une autre.
L'espèce type est Conops aureomaculatus Kröber, 1933,.
Selon Stuke :
- Conops aureomaculatus Kröber, 1933
- Conops bilineatus Camras, 2000
- Conops chinensis Camras, 1960
- Conops grahami Camras, 1960
- Conops kanoi Camras, 1960
- Conops nigrescens Camras, 1961
- Conops rufigaster Camras, 1960
- Conops szechwanensis Camras, 1960
- Conops thecus Camras, 1960
- Conops valoka Smith, 1966

Selon Schneider, à propos de la faune australasienne :
- Conops aureolus Schneider, 2010
- Conops australianus Camras, 1961
- Conops satanicus Bigot, 1887
- Conops seminiger de Meijere, 1910
- Conops badius Schneider, 2010
- Conops thoracicus Kröber 1939
- Conops chvalai Schneider, 2010
- Conops sparsus Schneider, 2010
- Conops nigrescens Camras, 1961

Selon Fauna Europaea (28 mars 2019), pondéré par le jeu des synonymie de Jens-Hermann Stuke  :
- C. elegans Meigen, 1824
- C. flavifrons Meigen, 1824
- C. insignis Loew, 1848
- C. weinbergae Camras & Chvála, 1984

## Genre
Gibson et Skevington proposent en 2013 dans leur révision des genres de Conopidae d'élever Asiconops au rang de genre conservant son espèce-type Conops aureomaculatus Kröber, 1933 devenant dès lors Asiconops aureomaculatus (Kröber, 1933). 
- Genre Asiconops (Chen, 1939) avec pour espèce-type Asiconops aureomaculatus Kröber, 1933
- Sous-genre Asiconops (Aegloconops) Gibson 2013 avec pour espèce-type Asiconops quadripunctatus Kröber, 1915
- Sous-genre Asiconops (Ceratoconops) Camras, 1955 avec pour espèce-type Asiconops ornatus Williston, 1892
- Sous-genre Asiconops (Diconops) Camras, 1957  avec pour espèce-type Asiconops trichus Camras, 1957
- Sous-genre Asiconops (Sphenoconops) Camras, 1955 avec pour espèce-type Asiconops nobilis Williston, 1892

En 2017, Stuke conserve le statut de sous-genre pour Asiconops définit par Chen. Il élève le sous-genre Aegloconops au niveau de genre et nomme son espèce-type Aegloconops quadripunctatus (Kröber, 1915), conservant le nom nouvellement créé par Gibson. Ceratoconops, Diconops, Sphenoconops redeviennent des sous-genre de Conops au sens de Camras.